# Ноєс Тауншип (округ Клінтон, Пенсільванія)
Ноєс Тауншип (англ. Noyes Township) — селище (англ. township) в США, в окрузі Клінтон штату Пенсільванія. Населення — 334 особи (2020).

## Демографія
Згідно з переписом 2010 року, у селищі мешкало 357 осіб у 167 домогосподарствах у складі 107 родин. Було 373 помешкання
Расовий склад населення:
| - 99,7 % — білих |

До двох чи більше рас належало 0,3 %. Частка іспаномовних становила 0,0 % від усіх жителів.
За віковим діапазоном населення розподілялося таким чином: 15,1 % — особи молодші 18 років, 60,3 % — особи у віці 18—64 років, 24,6 % — особи у віці 65 років та старші. Медіана віку мешканця становила 53,5 року. На 100 осіб жіночої статі у селищі припадало 117,7 чоловіків;  на 100 жінок у віці від 18 років та старших — 114,9 чоловіків також старших 18 років.
Середній дохід на одне домашнє господарство  становив 54 438 доларів США (медіана — 36 250), а середній дохід на одну сім'ю — 73 713 долари (медіана — 71 042). Медіана доходів становила 50 625 доларів для чоловіків та 23 750 доларів для жінок. За межею бідності перебувало 9,6 % осіб, у тому числі 0,0 % дітей у віці до 18 років та 2,5 % осіб у віці 65 років та старших.
Цивільне працевлаштоване населення становило 128 осіб. Основні галузі зайнятості: освіта, охорона здоров'я та соціальна допомога — 23,4 %, роздрібна торгівля — 13,3 %, мистецтво, розваги та відпочинок — 12,5 %.